# 長場村
長場村（ながばむら）は、かつて新潟県北蒲原郡にあった村。1901年11月1日の合併によって消滅し、現在は新潟市北区の一部となっている。
以下の記述は合併直前当時の旧長場村に関しての記述であり、現在では名称等が異なる場合がある。なお、ここに記述されていない内容に関しては新潟市などの記事を参照。

## 沿革
- 1889年（明治22年）4月1日 - 町村制施行に伴い北蒲原郡長場新田、大月新田、里飯野村、上堀田村、下堀田村、岡新田が合併し、長場村が発足。村役場は長場新田に設置[2]。
- 1901年（明治34年）11月1日 - 北蒲原郡亀浦村、嘉山村（一部）と合併し、長浦村となり消滅。

## 地域
長場村は、合併した村名を継承する以下の大字で構成される。
長場（ながば）
1889年（明治22年）まであった長場新田の区域。現在の新潟市北区長場。
上大月（かみおおづき）

1889年（明治22年）まであった大月新田の区域。現在の新潟市北区上大月。
里飯野（さといいの）

1889年（明治22年）まであった里飯野村の区域。現在の新潟市北区里飯野。
上堀田（かみほりだ）

1889年（明治22年）まであった上堀田村の区域。現在の新潟市北区上堀田。
下堀田（しもほりだ）

1889年（明治22年）まであった下堀田村の区域。
岡新田（おかしんでん）

1889年（明治22年）まであった岡新田の区域。現在の新潟市北区岡新田。